# Marco Zwyssig
Marco Zwyssig (San Gallo, 24 ottobre 1971) è un ex calciatore svizzero, di ruolo difensore.

## Biografia
Ha studiato economia all'Università di San Gallo.

## Carriera

### Club
Inizia la carriera nel Gossau, squadra della città di San Gallo. Nel 1996 cambia sponda cittadina e passa al San Gallo, dove gioca regolarmente e, nel 2000, riceve la prima chiamata in Nazionale. Nel 2001 si trasferisce in Austria per giocare con il Tirol Innsbruck, con il quale vince il campionato austriaco. In seguito passa al Basilea dove rimane fino al 2005, anno del suo ritiro.

### Nazionale
Militò per la Nazionale elvetica dal 1997 al 2004, giocando 20 partite e segnando un gol. Venne anche convocato per gli Europei del 2004 giocati in Portogallo.

## Statistiche

### Cronologia presenze e reti in nazionale
| Cronologia completa delle presenze e delle reti in nazionale ― Svizzera | Cronologia completa delle presenze e delle reti in nazionale ― Svizzera | Cronologia completa delle presenze e delle reti in nazionale ― Svizzera | Cronologia completa delle presenze e delle reti in nazionale ― Svizzera | Cronologia completa delle presenze e delle reti in nazionale ― Svizzera | Cronologia completa delle presenze e delle reti in nazionale ― Svizzera | Cronologia completa delle presenze e delle reti in nazionale ― Svizzera | Cronologia completa delle presenze e delle reti in nazionale ― Svizzera |
| Data                                                                    | Città                                                                   | In casa                                                                 | Risultato                                                               | Ospiti                                                                  | Competizione                                                            | Reti                                                                    | Note                                                                    |
| ----------------------------------------------------------------------- | ----------------------------------------------------------------------- | ----------------------------------------------------------------------- | ----------------------------------------------------------------------- | ----------------------------------------------------------------------- | ----------------------------------------------------------------------- | ----------------------------------------------------------------------- | ----------------------------------------------------------------------- |
| 6-8-1997                                                                | Bratislava                                                              | Slovacchia                                                              | 1 – 0                                                                   | Svizzera                                                                | Amichevole                                                              | -                                                                       | 86’                                                                     |
| 6-6-1998                                                                | Basilea                                                                 | Svizzera                                                                | 1 – 1                                                                   | Jugoslavia                                                              | Amichevole                                                              | -                                                                       |                                                                         |
| 6-2-1999                                                                | Mascate                                                                 | Svizzera                                                                | 2 – 0                                                                   | Slovenia                                                                | Amichevole                                                              | -                                                                       |                                                                         |
| 10-2-1999                                                               | Mascate                                                                 | Oman                                                                    | 1 – 2                                                                   | Svizzera                                                                | Amichevole                                                              | -                                                                       | 57’                                                                     |
| 18-8-1999                                                               | Drnovice                                                                | Rep. Ceca                                                               | 3 – 0                                                                   | Svizzera                                                                | Amichevole                                                              | -                                                                       | 53’                                                                     |
| 7-10-2000                                                               | Zurigo                                                                  | Svizzera                                                                | 5 – 1                                                                   | Fær Øer                                                                 | Qual. Mondiali 2002                                                     | 1                                                                       |                                                                         |
| 11-10-2000                                                              | Lubiana                                                                 | Slovenia                                                                | 2 – 2                                                                   | Svizzera                                                                | Qual. Mondiali 2002                                                     | -                                                                       |                                                                         |
| 15-11-2000                                                              | Tunisia                                                                 | Tunisia                                                                 | 1 – 1                                                                   | Svizzera                                                                | Amichevole                                                              | -                                                                       |                                                                         |
| 28-2-2001                                                               | Larnaca                                                                 | Svizzera                                                                | 0 – 4                                                                   | Polonia                                                                 | Amichevole                                                              | -                                                                       |                                                                         |
| 25-4-2001                                                               | Zurigo                                                                  | Svizzera                                                                | 0 – 2                                                                   | Svezia                                                                  | Amichevole                                                              | -                                                                       | 46’                                                                     |
| 6-10-2001                                                               | Mosca                                                                   | Russia                                                                  | 4 – 0                                                                   | Svizzera                                                                | Qual. Mondiali 2002                                                     | -                                                                       | 46’                                                                     |
| 12-2-2002                                                               | Nicosia                                                                 | Cipro                                                                   | 1 – 1 dts (4 – 2 dtr)                                                   | Svizzera                                                                | Torneo di Cipro 2002 - Semifinale                                       | -                                                                       | 46’                                                                     |
| 13-2-2002                                                               | Limassol                                                                | Ungheria                                                                | 1 – 2                                                                   | Svizzera                                                                | Torneo di Cipro 2002 - Finale 3º posto                                  | -                                                                       | 55’                                                                     |
| 27-3-2002                                                               | Stoccolma                                                               | Svezia                                                                  | 1 – 1                                                                   | Svizzera                                                                | Amichevole                                                              | -                                                                       | 76’                                                                     |
| 15-5-2002                                                               | San Gallo                                                               | Svizzera                                                                | 1 – 3                                                                   | Canada                                                                  | Amichevole                                                              | -                                                                       | 63’                                                                     |
| 30-4-2003                                                               | Ginevra                                                                 | Svizzera                                                                | 1 – 2                                                                   | Italia                                                                  | Amichevole                                                              | -                                                                       | 69’                                                                     |
| 11-6-2003                                                               | Lancy                                                                   | Svizzera                                                                | 3 – 2                                                                   | Albania                                                                 | Qual. Euro 2004                                                         | -                                                                       | 75’                                                                     |
| 20-8-2003                                                               | Lancy                                                                   | Svizzera                                                                | 0 – 2                                                                   | Francia                                                                 | Amichevole                                                              | -                                                                       | 46’                                                                     |
| 18-2-2004                                                               | Rabat                                                                   | Marocco                                                                 | 2 – 1                                                                   | Svizzera                                                                | Amichevole                                                              | -                                                                       | 86’                                                                     |
| 6-6-2004                                                                | Zurigo                                                                  | Svizzera                                                                | 1 – 0                                                                   | Liechtenstein                                                           | Amichevole                                                              | -                                                                       | 46’                                                                     |
| Totale                                                                  |                                                                         | Presenze                                                                | 20                                                                      |                                                                         | Reti                                                                    | 1                                                                       |                                                                         |